# رادیومتر
پرتوسنج یا رادیومتر (انگلیسی: Radiometer) ابزاری برای اندازه‌گیری نیروی شار تابشی تابش الکترومغناطیسی است. به‌طور کلی رادیومتر یک آشکارساز پرتو فروسرخ یا فرابنفش است.
رادیومتر سامانه میکرو الکترومکانیکی می‌تواند در طول موج گسترده‌ای از طیف الکترومغناطیس و انٰرژی ذرات فعالیت کند.